# 松山西警察署
松山西警察署（まつやまにしけいさつしょ）は、愛媛県警察が管轄する警察署の一つ。

## 所在地
- 愛媛県松山市須賀町5番36号

## 管轄区域
- 松山市の内、以下の区域。
  - 重信川と石手川との合流点、潮見山、城山、福見山及び今治市の梶取ノ鼻を結ぶ線以西の松山市の区域の内、愛媛県公安委員会規則で定める区域

## 内部組織
- 警務課 - 警務係、被害者支援係、警察相談係
- 会計課 - 会計係
- 留置管理課 - 留置係
- 生活安全課 - 生活安全係、申請許可係、少年係、警察相談係
- 地域課 - 地域係、船舶係、通信指令係、地域指導係、安全安心推進係、地域第一係、地域第二係、地域第三係、自動車警ら係、地域特捜係
- 刑事課 - 指導係、強行犯係、性犯罪捜査係、盗犯係、知能犯係、組織犯係、鑑識係
- 交通課 - 指導係、交通係、交通機動係
- 警備課 - 警備係

## 交番
（ ）の中は所在地
- みつ交番（松山市祓川2丁目5-10）
- 高浜交番（松山市高浜町5丁目2258-1）
- 吉田浜交番（松山市南吉田町1691-3）
- 味生交番（松山市北斎院町711-2）
- 久枝交番（松山市安城寺町85-2）
- 北条交番（松山市土手内127-1）

## 駐在所
（ ）の中は所在地
- 興居島駐在所（松山市由良町865-2）
- 垣生駐在所（松山市西垣生町1225-2）
- 和気駐在所（松山市和気町1丁目37-5）
- 堀江駐在所（松山市堀江町甲1640-10）
- 粟井駐在所（松山市粟井河原324-1）
- 中島駐在所（松山市中島大浦1626-1）

## 警備派出所
（ ）の中は所在地
- 松山空港警備派出所（松山市南吉田町2731）